# Rävåsen, Karlskoga
För andra betydelser, se Rävåsen.
Rävåsen, även Rävåskullen, är både namnet på en bebyggelse i centrala Karlskoga och ett naturreservat med samma namn.

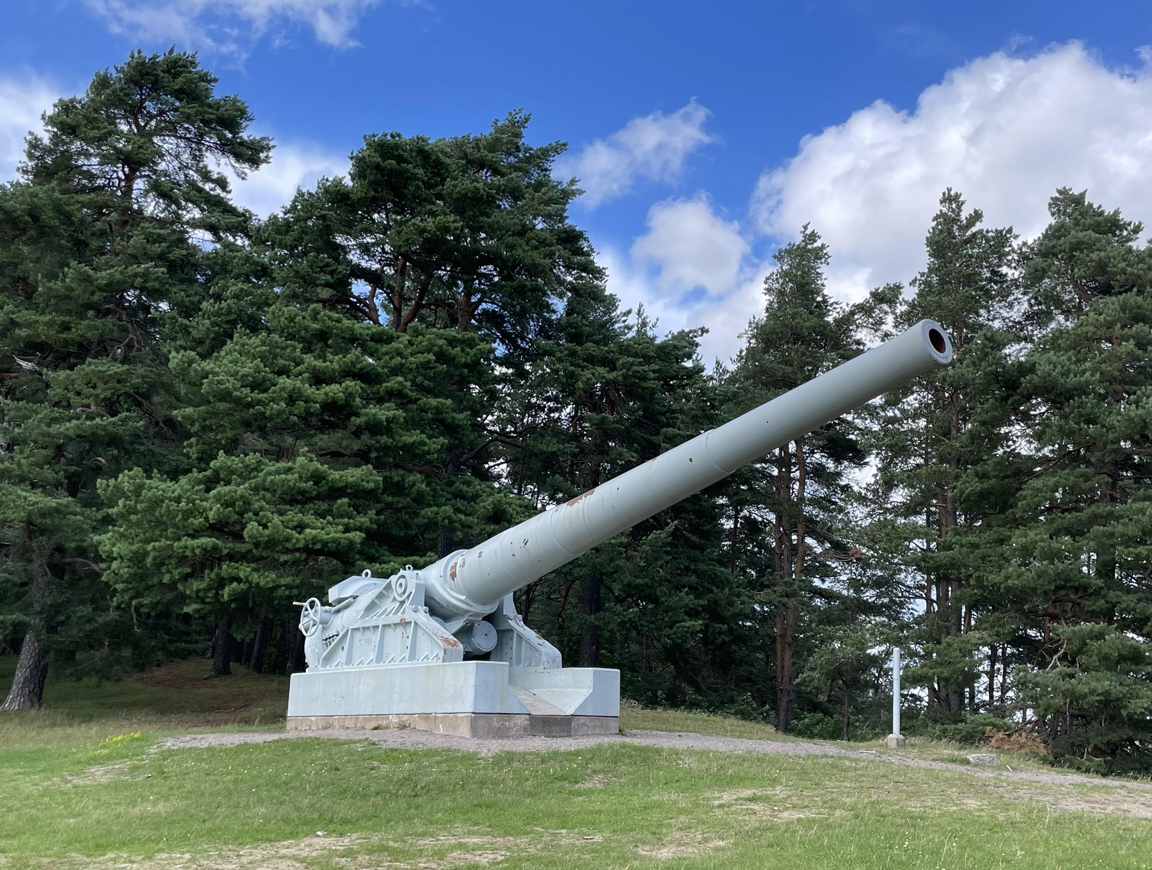
28 cm Kanon M/12 från pansarskeppet Sverige (1915).

Rävåskullen är belägen i närheten av stadens centrum och är synlig från centrala delar av Karlskoga.  Namnet Rävåsen används också av idrottsföreningar som bedriver verksamhet på eller i närheten av området, till exempel Rävåsens IK. I området finns flera vandringsleder och hälsotrappa med varierande terräng samt ett landmärke som kallas "kanonen på Rävåskullen" bland lokalbefolkningen. Kanonen, av modellen 28 cm kanon M/12, tillverkades av Bofors och ställdes upp på Rävåskullen i samband med Karlskogas 400-årsfirande år 1986.
Rävåskullen är också geologiskt intressant eftersom det är en rullstensås från istiden. När inlandsisen började smälta samlades sten, grus och sand i en åsrygg. Det finkorniga materialet flöt bort samtidigt som det grövre materialet i form av stenblock blev kvar.
I stadsdelen finns Rävåsskolan, en grundskola som uppfördes år 1913, och genomgick en renovering år 2017.